# Моравия, Джон де, 8-й граф Сазерленд
Джон де Моравия (Джон Сазерланд)  (англ. John Sutherland, 8th Earl of Sutherland; ? — 1508) — шотландский аристократ, 8-й граф Сазерленд и глава клана Сазерленд (1460—1508).

## Происхождение
Сын Джона Сазерленда, 7-го графа Сазерленда, и Маргарет, дочери или сестры сэра Уильяма Бэйли из Ламингтона. Его старший брат, Александр, мастер Сазерленд, умер раньше своего отца в период с 1444 по 1456 год,. и Джон, таким образом, унаследовал отцовский титул.

## Граф Сазерленд
Джон Сазерленд, 8-й граф Сазерленд, упоминается в 1464 году как представленный прокурором, когда король Шотландии Яков III необычным образом сделал формальную отмену отчуждения собственности короны. Джон, граф Сазерленд, получил в 1467 году хартию земель «Спанзидейл», теперь называемых Спиннингдейл, а также Пулросси. По словам историка 19-го века Уильяма Фрейзера, историк 17-го века сэр Роберт Гордон, 1-й баронет, знал об оригинальном указе, но не привел полных подробностей и что он больше не сохранился. Однако, поскольку эти земли были пожалованы Селестину Макдональду (? — 1476), сыну Александра Айлейского, графа Росса в 1464 году, вероятно, что они были подарены им.
Джон Сазерленд, 8-й граф Сазерленд, владел графством более сорока лет. В 1471 году он даровал предписание Джону Сазерленду из Форса как наследнику своего отца, Ричарда Сазерленда из Форса, на земли Бэкис, Торриш и Драммой. В том же году граф даровал Николасу Сазерленду, сыну и наследнику Ангуса Сазерленда из Торболла, хартию на земли Торболл, Пронси и другие, которые были переданы в руки графа в Дорнохе. Двадцать лет спустя Николас Сазерленд из Торболла и его брат Дональд оба умерли, и поэтому земли перешли к третьему сыну Ангуса, Хью.
В 1476 году граф Сазерленд спорил с сэром Робертом Крайтоном из Санкухара по поводу собственности на земли «Крагтон», которые, по мнению Фрейзера, возможно, были Кулмейли в Голспи. Дело рассматривалось аудиторами лордов, которые вынесли решение против графа. Два других случая судебного разбирательства были зарегистрированы в отношении графа в 1494 году. Первый был по настоянию сэра Гилберта Кейта из Инверуджи, по поводу сокращения письма о возврате, предоставленного ему графом на земли стоимостью 40 фунтов стерлингов в Страт-Улли в Сазерленде; и второй, хартия, составленная сэром Гилбертом в пользу графа на земли стоимостью 40 фунтов стерлингов в Сабистере и других, в Кейтнессе. Лорды совета постановили, чтобы граф предъявил свои титулы, но никакого решения не зафиксировано.
Граф упоминается в связи с битвой при Олди-Чаррише в 1480-х годах, где, по словам Гордона, дядя графа, Роберт Сазерленд, возглавлял военный отряд Сазерленда на стороне клана Маккей против клана Росс. Однако историк 19-20 веков Ангус Маккей оспаривает присутствие Сазерленда в битве, заявляя, что маловероятно, что граф Сазерленд в то время помогал бы против клана Росс, поскольку он был женат на дочери вождя клана Росс из Балнагована, а также что феодальное превосходство Сазерлендов над Маккеями «нигде не существовало, кроме как в его собственном богатом воображении». Фрейзер также добавляет, что если Роберт Сазерленд присутствовал в этой битве, то он, должно быть, был очень старым человеком . Историк Роберт Гордон также заявил, что этот Роберт Сазерленд возглавлял войска, которые разбили силы Джона Айлея, графа Росса, в битве при Скибо и Стратфлите в 1455 году, будучи посланным для этого своим старшим братом, Джоном Сазерлендом, 7-м графом Сазерлендом.
По словам Роберта Гордона, Джон Сазерленд, 8-й граф Сазерленд, умер в 1508 году, но Уильям Фрейзер заявил, что документы, которые могли бы это подтвердить, больше не находились в семейном сундуке с грамотами.

## Семья
Уильям Фрейзер заявил, что были значительные трудности в идентификации браков Джона, 8-го графа Сазерленда, хотя Роберт Гордон заявил, что он женился первым браком на дочери Джона Айлея, графа Росса и лорда островов . Фрейзер заявил, что, поскольку граф получил грант на земли Спиннингдейла в 1467 году, которые в 1464 году были предоставлены Селестину Макдональду, то не исключено, что граф на самом деле женился на дочери Селестина Макдональд. Когда граф был вызван в Эдинбург в 1499 году, запись упоминает развод между ним и его женой, которую звали «Фингол». Фрейзер заявил, что эта Фингол не была идентифицирована, но что жена Селестина Макдональда имела похожее имя, и поэтому предполагалось происхождение от этой семьи. Однако Фрейзер также утверждает, что позднее, в 1509—1512 годах, когда рента графства Сазерленд управлялась Короной, была найдена Кэтрин, графиня Сазерленд, получающая терцию с земель, и что это является явным доказательством того, что она была вдовой Джона, графа Сазерленда, но не было установлено, кем она была и была ли она тождественна Финголе.
У Джона Сазерленда, 8-го графа Сазерленда, были следующие дети:
- Джон Сазерленд, 9-й граф Сазерленд, наследник и преемник, умер в 1514 году.
- Элизабет Сазерленд, 10-я графиня Сазерленд (? — 1535), преемница своего старшего брата Джона, 9-го графа. Она вышла замуж за Адама Гордона, младшего сына Джорджа Гордона, 2-го графа Хантли, вождя клана Гордон.
- Александр Сазерленд, 1-й из Киллифедера, записан как внебрачный сын Гордона[2]. Он женился на сестре Джона Маккея, 11-го из Стратнавера, вождя клана Маккей (? — 1529), и оспаривал право на графство Сазерленд со своей старшей сестрой Элизабет и ее мужем Гордоном, по-видимому, по наущению Маккея[6]. По словам Гордона, Александр Сазерленд был позже убит Гордонами, которые стали графами Сазерленда, в битве при Аллтачуилейн в 1519 или 1520 году[2].
- Джордж Сазерленд, который, по словам Гордона, был еще одним незаконнорожденным сыном и умер молодым[2].